# François Tahi
François Tahi (né le 28 mai 1950) est un footballeur international ivoirien.

## Biographie
François Tahi dispute la Coupe d'Afrique des nations avec la Côte d'Ivoire en 1970 où il marque le but de la victoire (1-0) dans un match capital face au Soudan.

## Buts internationaux
| # | Date            | Lieu             | Adversaire | Résultat | Compétition                                  |
| - | --------------- | ---------------- | ---------- | -------- | -------------------------------------------- |
| 1 | 10 février 1970 | Khartoum, Soudan | Soudan     | 1 - 0    | Coupe d'Afrique des nations de football 1970 |

## Palmarès
- 3e de la Coupe d'Afrique des nations 1965 et Coupe d'Afrique des nations 1968 avec la Côte d'Ivoire